# Abyei

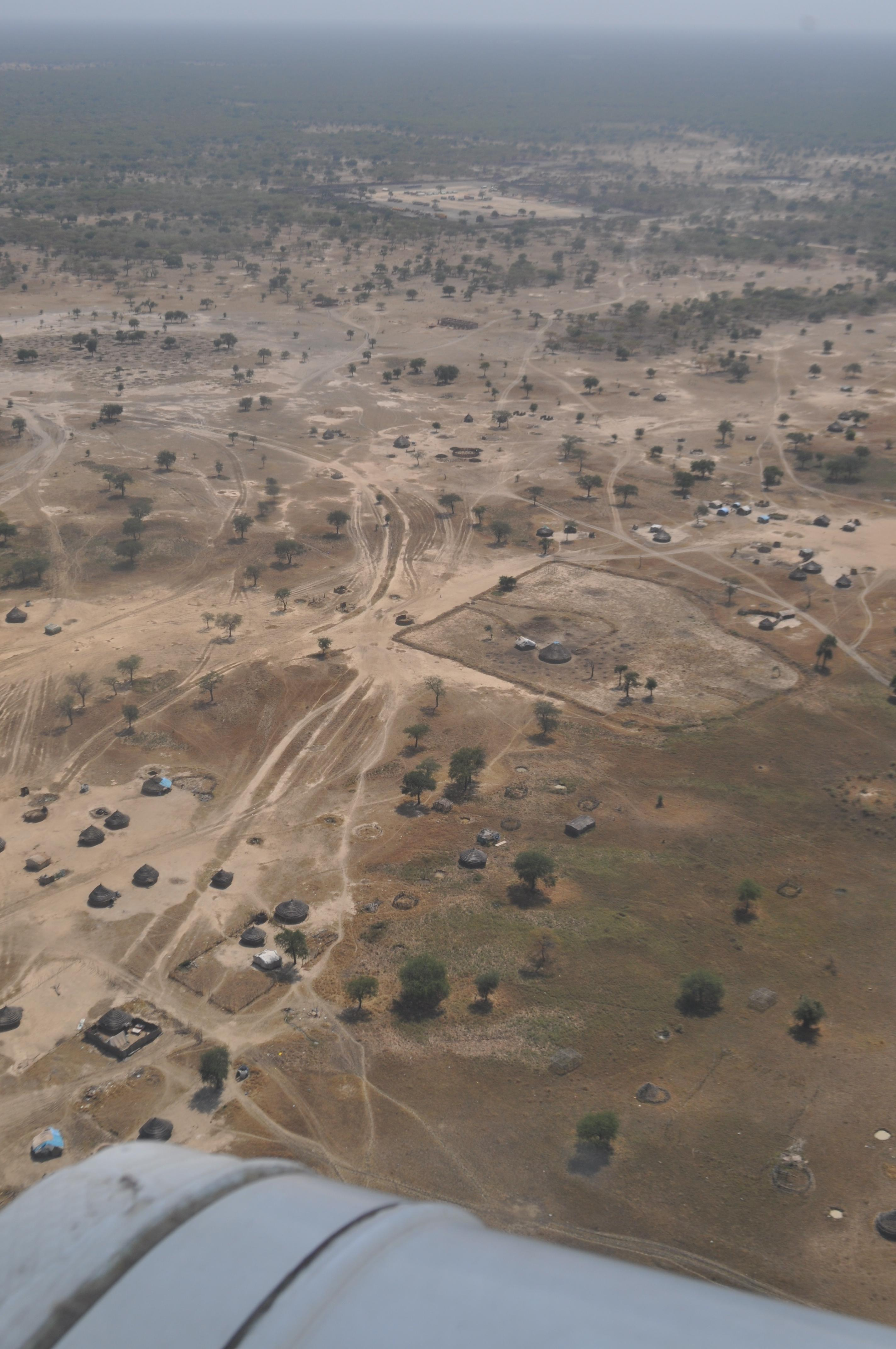
La localidad de Abyei desde el aire.

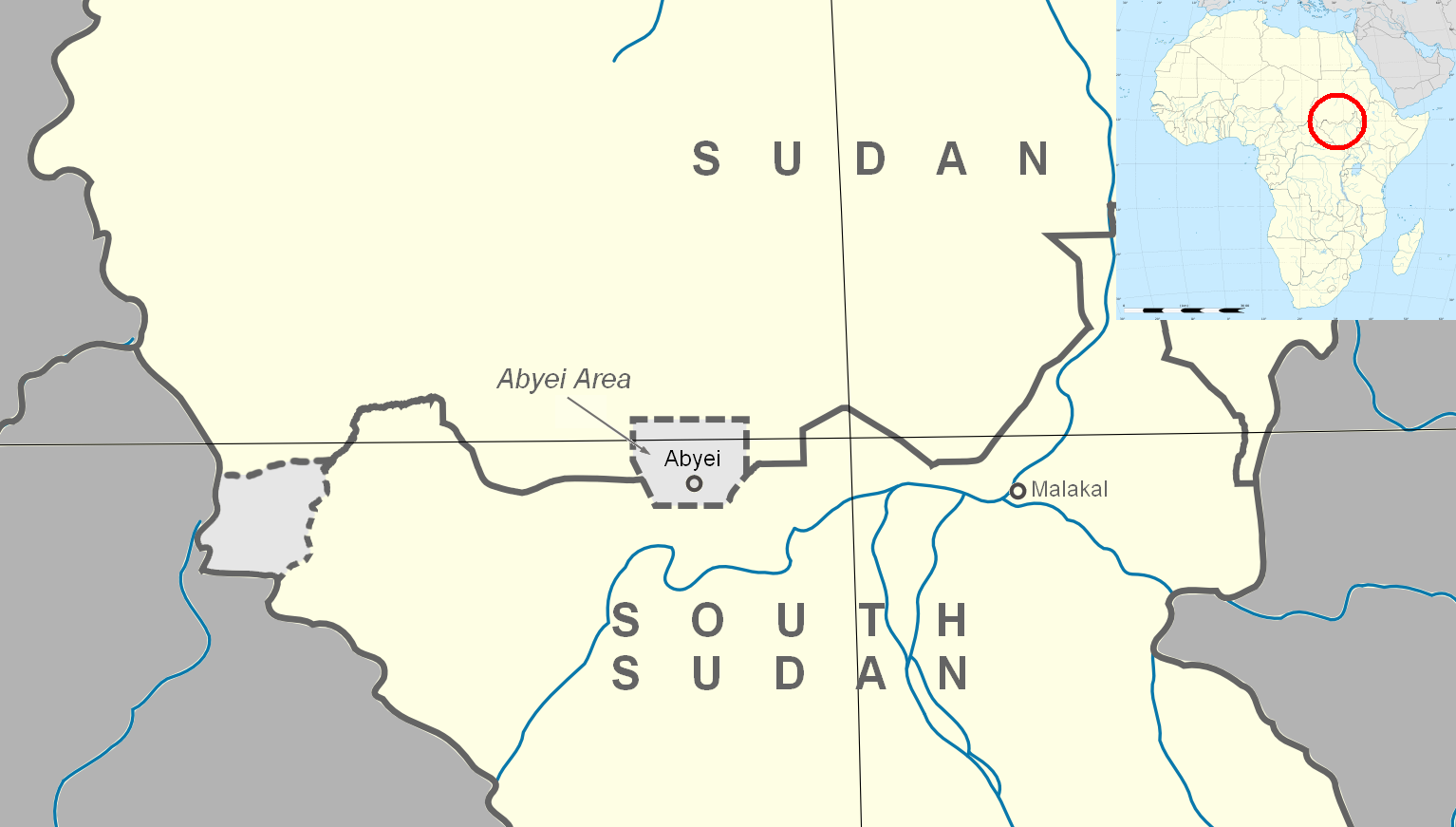
Mapa de las zonas en disputa entre Sudán del Norte y del Sur.

Abyei (en árabe: أبيي) es un área entre Sudán y Sudán del Sur de unos 10 000 km² que tiene "estatus administrativo especial" por el Protocolo de 2004 sobre la resolución del conflicto de Abyei en el Acuerdo General de Paz (CPA) que puso fin a la Segunda Guerra Civil Sudanesa. Puente histórico entre ambos países, el territorio había sido considerado como parte del gran distrito de Abyei dentro del estado de Kordofán del Oeste. Bajo los términos del Protocolo, la zona de Abyei ha sido declarada, con carácter provisional, parte al mismo tiempo de los estados del Kordofán del Sur y Bar el Gazal del Norte.
En contraste con las fronteras del antiguo distrito, el Protocolo define el territorio como "el área de las nueve jefaturas Ngok Dinka transferidas a Kordofán en 1905". Una comisión fronteriza multinacional estableció posteriormente que se trata de aquellas porciones de Kordofán del Sur del 10°22′30″ N. Sin embargo, tras continuas disputas que estallaron en violencia y amenazaron el acuerdo de paz, un proceso de arbitraje internacional volvió a trazar las fronteras de Abyei en 2009, haciendo a la región disputada significativamente menor (de 18.500 km² pasó a tener 10 000), y no se extiende más al norte de 10°10′00 "N. Esta frontera ha sido revisada y aprobada por todas las partes involucradas en la controversia.
Es una de las tres regiones (junto con los Montes Nuba y el estado de Nilo Azul) que tendrán la opción de integrarse a Sudán del Sur, según los tratados de Paz, entre el gobierno de Sudán y el de Sudán del Sur.